# 玉置源次郎
玉置 源次郎（たまき げんじろう、1871年〈明治4年〉8月4日 - 1940年〈昭和15年〉5月15日）は、岐阜県土岐郡大湫村（現・瑞浪市）出身の教育者。1893年（明治26年）から1927年（昭和2年）までの長きにわたって、付知南尋常高等小学校/付知尋常高等小学校の校長を務めた。

## 経歴

### 教育者として

「玉置先生像」

1871年（明治4年）8月4日、岐阜県土岐郡大湫村（現・瑞浪市）に生まれた。父は治右衛門、母はくにであり、源次郎は三男だった。
1892年（明治25年）3月には岐阜県師範学校（岐阜大学教育学部の前身）を卒業し、まずは土岐郡内の尋常小学校に勤めた。1893年（明治26年）5月、25歳で付知南尋常高等小学校の訓導に就任した。
他の教員は元士族の年配者が多かった。付知南尋常小学校に高等科が併置されたばかりであり、師範学校卒の教員が必要とされていたとみられる。1896年（明治29年）4月、教員歴わずか3年で付知南尋常小学校の校長に就任した。
当時の付知町には付知北尋常小学校、付知南尋常高等小学校、付知東尋常小学校の3校があったが、1903年（明治36年）4月には3校が統合されて付知尋常高等小学校が発足し、玉置は初代校長に就任した。1927年（昭和2年）まで付知尋常小学校の校長を務めた。

### 晩年
退職後にも毎日のように孫を連れて学校を訪れていたという。1940年（昭和15年）5月15日に死去した。1963年（昭和38年）11月3日、有志によって付知町立付知中学校に銅像「玉置先生像」が建立された。元衆議院議長で元文部大臣の松永東が題字を書いている。

## 人物
1914年（大正3年）に岐阜県視学の細川長平が付知町の学校を視察した際、玉置について「社会の事情に精通しているし、単なる校長を以って満足することなく、地方文化の指導者たる気魂と勇気とをもっている」と評した。玉置は探求心のある教育者であり、「付知に玉置あり」と称された。
玉置は身長6尺（約180cm）の大柄な体躯であり、風体もよく豪胆な性格だった。自尊心が強く、酒を飲むと親切心から相手の悪口を言う癖があったため、思わぬ場所に敵を作ることがあった。堅実で学究的な思想の持ち主であり、自由奔放な性格ではなかった。